# はえ座デルタ星
はえ座δ星（はえざデルタせい、δ Muscae、δ Mus）は、はえ座にある連星である。見かけの等級は3.61と、肉眼でみることができる明るさである。年周視差に基づいて太陽からの距離を計算すると、約87.2光年である。星系は、K型巨星の主星と、おそらくはM型主系列星の伴星とからなり、分光連星かつ位置天文的連星である。

## 星系
はえ座δ星は、1919年から1922年に行われた、リック天文台チリ局と喜望峰王立天文台における観測によって、視線速度の変化が確認され、それに基づいてウィルソン山天文台のクリスティーにより軌道要素が求められた。
クリスティーは、軌道周期847日、離心率0.4として、この値が半世紀以上用いられてきたが、ヒッパルコス衛星の成果が出たことで、はえ座δ星が位置天文学的に周期的な振動をしており、位置天文連星であることがわかって、その軌道要素が求められると、分光軌道要素との食い違いが明らかになった。
ヒッパルコスが求めた軌道周期は422日で、分光軌道周期のおよそ半分であった。これに対し、新たな分光観測結果を加え、分光軌道要素を修正すると、ヒッパルコスの結果とも整合する解が得られた。その結果、はえ座δ星の軌道要素は、軌道周期423日、離心率0.52となった。

## 特徴
はえ座δ星は、全体としてスペクトル型がK2 IIIに分類されている。この型と、赤外線での明るさから有効温度は4500 K程度と考えられる。はえ座δ星は、距離がかなり近い天体で、絶対等級の決定精度も比較的高く、そこから光度は太陽の約31倍と推定できる。温度と光度からすると、半径は太陽の8.6倍程度であり、恒星の進化経路に基づいて、質量は太陽の1.05から1.35倍の範囲に収まるとみられる。
軌道要素で質量関数はわかっているので、伴星の質量は太陽のおよそ4割と見積もられる。この質量の伴星は、赤色矮星か白色矮星となるが、伴星が白色矮星である証拠がみられないことから、伴星はスペクトル型がM3 Vくらいの赤色矮星と考えられる。赤色矮星としても、K型巨星との光度差は非常に大きく、スペクトルに対する伴星の寄与はほぼなく、また、干渉計を用いても伴星の直接検出は非常に困難である。
主星は既に主系列段階を終えており、遠くない未来に寿命を迎え、その際にはロッシュ・ローブから質量があふれ出して外層を失い、後には伴星と同程度の質量を持つヘリウム白色矮星との短周期連星が残ると予想される。

## 外観
はえ座δ星から北北西におよそ0.7度の位置には、球状星団NGC 4833（コールドウェル105）があり、はえ座δ星はこの球状星団を望遠鏡などに導入する際の目印にもなる。